# Mary Wright Plummer
Pour les articles homonymes, voir Plummer.
Mary Wright Plummer (8 mars 1856, Richmond, Indiana - 21 septembre 1916, Dixon, Illinois) est une bibliothécaire américaine, deuxième femme à accéder au poste de présidente de l'American Library Association, entre 1915 et 1916.

## Biographie
Mary Wright Plummer est née dans une famille de quakers à Richmond (Indiana), ville où elle a fréquenté l'école confessionnelle. À l'âge de 17 ans, elle déménage avec sa famille à Chicago, puis de 1881 à 1882 étudie au Wellesley College. Quelques années plus tard, en janvier 1887, elle suit à l'Université Columbia le premier cours dispensé par Melvil Dewey à la School of Library Economy dont elle sort diplômée en 1888. Elle exerce alors deux ans comme catalogueur à la bibliothèque municipale de Saint Louis.
En 1890 elle rejoint l'Institut Pratt pour contribuer à la gestion de la bibliothèque et mettre en place une formation bibliothéconomique. En parallèle à sa carrière de bibliothécaire, Plummer a écrit de la poésie, des livres pour enfants et des ouvrages sur le métier de bibliothécaire.
Plummer a tenu des rôles de premier plan dans le milieu des bibliothèques à une époque où cela n'était pas courant pour les femmes. Elle a été la deuxième femme présidente de l'American Library Association en 1915 et 1916, après avoir été vice-présidente de l'association entre 1900 et 1911. Elle a aussi été directrice de la New York State Library Association, du New York Library Club et du Long Island Library Club. On lui attribue l'idée d'éthique dans le métier de bibliothécaire, qu'elle a évoquée dans une présentation à l'association des bibliothécaires de l'Illinois intitulée : "The Pros and Cons of Librarianship".